# Anasterias pedicellaris
Anasterias pedicellaris is een zeester uit de familie Asteriidae.
De wetenschappelijke naam van de soort werd in 1923 gepubliceerd door René Koehler.